# Muzeum Zabawek w Tartu
Muzeum Zabawek w Tartu (est. Tartu Mänguasjamuuseum) – estońskie muzeum w Tartu, założone 28 maja 1994 roku. Działalność instytucji polega na gromadzeniu, badaniu i udostępnianiu zabawek oraz ludycznych zjawisk kulturowych z Estonii oraz innych państw.

## Cele i zbiory muzeum
Placówka przede wszystkim prezentuje zabawki estońskie z XX wieku. Poza zbiorami krajowymi muzeum gromadzi też akcesoria wywodzące się z innych kultur, szczególnie ludów ugrofińskich. Poza zabawkami muzeum gromadzi także dotyczącą ich literaturę (zarówno opublikowaną, jak i rękopisy), stare dziecięce pocztówki i zdjęcia. Od 1999 roku w muzeum prezentowane są też materiały multimedialne, w tym filmy estońskiego studia Nukufilm .

## Historia
Osnową idei Muzeum Zabawek była wystawa Mängime koos (pol. Bawmy się razem), zorganizowaną w Muzeum Miejskim Tartu przez Meeri Säre, Tiię Toomet i Mare Hunt. Wystawa, pokazywana od 1 grudnia 1990 do marca 1991 roku opierała się na starych zabawkach, wypożyczonych od mieszkańców przy pomocy ogłoszeń prasowych. Początkowo planowano powołanie dodatkowej filii Muzeum Miejskiego, ale w 1993 roku zdecydowano o utworzeniu osobnej instytucji. Początkowo miała ona funkcjonować jako muzeum lalek (est. nukumuuseum) .
Muzeum zostało otwarte 28  lub 29  maja 1994 roku, podlegało ono władzom miejskim Tartu. Założycielami instytucji były organizatorki wystawy, jedna zaś z nich – Tiia Toomet – została pierwszą dyrektorką placówki, zlokalizowanej początkowo pod adresem Lai 1  .
W maju 1999 roku muzeum zorganizowało galerię kukiełek filmowych, w której przedstawiane są rekwizyty wykorzystywane przez studio Nukufilm w produkcji filmów kukiełkowych. Muzeum udostępnia także filmy wyprodukowane przez to studio, zarówno kukiełkowe, jak i animacje w technice rysowniczej . Od 2001 roku działa przy muzeum „Kompania Przyjaciół” (est. Sõprade Selts), która współorganizuje wydarzenia odbywające się poza murami muzeum – w 2002 był to karnawał zabawek, w 2003 zaś „Dzień starych zabaw” .
W 2004 roku muzeum przeniosło się pod adres Lutsu 8, do drewnianego budynku z XVIII wieku, który został świeżo wyremontowany i przystosowany do funkcji galerii . Stała ekspozycja została otwarta 13 marca . Na potrzeby pracowni i przechowywania zbiorów muzeum w tym roku otrzymało dodatkowo sąsiedni budynek (Lutsu 4) . 2 grudnia 2005 roku Muzeum przejęło również budynek powozowni przy Lutsu 8, w którym zorganizowało wystawę lalek filmowych i teatralnych, wcześniej eksponowanych na ulicy Ülikooli 1 .
Kolejną pozyskaną przez muzeum nieruchomością był barokowy budynek na ulicy Lutsu 2. Został on dostosowany na potrzeby teatru .